# ГЕС-ГАЕС Gǎngnán
ГЕС-ГАЕС Gǎngnán (岗南) — гідроелектростанція на півночі Китаю у провінції Хебей. Використовує ресурс із річки Хутуо, яка на прибережній рівнині зливається з Фуянг у річку Зія (впадає до Бохайської затоки на південній околиці Тяньцзіня).
У 1958-1962 роках річку у місці виходу з гір перекрили насипною греблею, нарощеною в кінці 1960-х. Ця споруда має висоту 62 метра, довжину 1700 метрів та разом зі ще сімнадцятьма допоміжними дамбами загальною довжиною 4,7 км утримує велике водосховище з об’ємом 1571 млн м3 і максимальним рівнем поверхні на позначці 207,7 метра НРМ. У операційному режимі сховище має припустиме коливання рівня поверхні між позначками 180 та 200 метрів НРМ, що забезпечує корисний об’єм у 780 млн м3.
Біля підніжжя греблі облаштували машинний зал, де встановили дві турбіни потужністю по 15 МВт. А в 1966-му до них додали одну оборотну турбіну потужністю 11 МВт, що зробило Gǎngnán першою гідроакумулювальною станцією в історії країни. Під час роботи у насосному режимі як нижній резервуар використовують ділянку відвідного каналу довжиною біля 0,3 км, обмежену бетонним шлюзом. Станція використовує напір від 28 до 64 метрів та забезпечує підйом на висоту від 31 до 59 метрів.